# Gian-Carlo Menotti
Gian-Carlo Menotti (født 7. juli 1911, død 1. februar 2007) var en italiensk komponist som virkede i USA det meste af sit liv.
Centrum i hans produktion og et påskønnet islæt i moderne musikdramatik udgør hans operaer, hvis suggestive virkning ikke mindst afhænger af teksterne, som han har udformet med et sikkert blik for det scenisk effektfulde.
Ud over 25 operaer (heriblandt The Consul, opført på Det kongelige Teater som Konsulen) har han skrevet en symfoni, balletter, en klaverkoncert, en violinkoncert, kammermusik og andre instrumentale værker samt sange.
Fik i 1950 og 1955 Pulitzer-prisen for operaerne The Consul og The Saint of Bleeker Street.

## Udvalgte værker
- Symfoni nr. 1 "The Halycon" (1976) - for orkester
- Klaverkoncert (1945) - for klaver og orkester
- Apocalisse (Symfonisk digtning) (1951) - for orkester
- Violinkoncert(1952) - for violin og orkester
- Amelia går til bal (Amelia al Ballo) (1937) - opera
- The Old Maid and the Thief (Gammeljomfuen og tyven) (1939) - opera
- The Island God (Ø-guden) (1942) - opera
- The Medium (Mediet) (1946) - opera
- The Telephone or L'Amour à trois (Telefonen eller Kærlighed til den tredje) (1947) - opera
- The Consul (Konsulen) (1950) - opera
- Amahl and the Night Visitors (Amahl og nattegæsterne) (1951) - opera
- The Saint of Bleecker Street (Helgenen fra Bleecker Gade) (1954) - opera